# Wassili Michailowitsch Jegorow
Wassili Michailowitsch Jegorow (russisch Василий Михайлович Егоров; * 16. September 1993 im Dorf Chara, Megino-Kangalasski ulus, Jakutien) ist ein russischer Boxer im Halbfliegengewicht.

## Karriere
Jegorow wurde 2011, 2012 und 2013 Russischer U22-Meister und gewann eine Bronzemedaille bei den U22-Europameisterschaften 2012 in Kaliningrad.
Nachdem er 2013 noch Russischer Vizemeister der Elite-Klasse geworden war, gewann er 2014 den Russischen Meistertitel und die World University Championships in Jakutsk. Er besiegte dabei im Halbfinale Lee Yae-Chan aus Südkorea (3:0) und im Finale Ganselem Aruinbold aus der Mongolei (2:1).
2015 gewann er die Europameisterschaften in Samokow und schlug dabei Samuel Carmona aus Spanien (3:0), Tinko Banabakow aus Bulgarien (3:0) und Harvey Horn aus England (3:0).
Bei den Weltmeisterschaften 2015 in Doha kam er gegen Harvey Horn aus England, Gankhuyag Gan-Erdene aus der Mongolei und Rogen Ladon von den Philippinen ins Finale, wo er knapp gegen den Kubaner Joahnys Argilagos unterlag. Mit diesem Erfolg qualifizierte sich Jegorow auch für die Olympischen Spiele 2016, wo er aber im Achtelfinale gegen Nico Hernández ausschied. 2016 gewann er zudem erneut den Russischen Meistertitel der Elite-Klasse. 
Bei den Europameisterschaften 2017 in Charkiw gewann er seine zweite EM-Goldmedaille, nachdem er im Finale knapp gegen Galal Yafai gewonnen hatte. Bei den Weltmeisterschaften 2017 in Hamburg schied er im Viertelfinale gegen Schomart Jerschan aus. Bei den Weltmeisterschaften 2019 schied er vor dem Erreichen der Medaillenränge gegen Billal Bennama aus.